# Thank you!! (松室政哉のアルバム)
『Thank you!!』（サンキュー!!）は、松室政哉の3枚目のインディーズデモアルバム。

## 解説
- 2ndデモアルバム『Seventeen.』から約7ヶ月ぶりのリリース。
- 現在は廃盤となっている。

## 収録曲
CD
1. Thank you!!
2. からまわり
3. 東京
4. ブランコ
5. 失愛
6. REAL LOVE
7. 未来旅行
8. デクノボウ
9. センチメンタルジャーニー
10. 泣いている
11. you
12. 本当のこと
13. 哲学
14. 逢えないから＜Christmas track＞